# Elaeocarpus batjanicus
Elaeocarpus batjanicus là một loài thực vật có hoa trong họ Côm. Loài này được Warb. ex Knuth mô tả khoa học đầu tiên năm 1940.